# Болтаун (Ајова)
Болтаун (енгл. Balltown) град је у америчкој савезној држави Ајова. По попису становништва из 2010. у њему је живело 68 становника.

## Демографија
Према попису становништва из 2010. у граду је живело 68 становника, што је -5 (-6.8%) становника више него 2000. године.
| Група             | 2000.      | 2010.      |
| Белци             | 66 (90,4%) | 67 (98,5%) |
| Афроамериканци    | 6 (8,2%)   | 0 (0,0%)   |
| Азијати           | 0 (0,0%)   | 0 (0,0%)   |
| Хиспаноамериканци | 1 (1,4%)   | 0 (0,0%)   |
| Укупно            | 73         | 68         |